# Ocydina syngrammaula
Ocydina syngrammaula är en fjärilsart som beskrevs av Edward Meyrick 1936. Ocydina syngrammaula ingår i släktet Ocydina och familjen mott. Inga underarter finns listade i Catalogue of Life.